# 門氏黏盲鰻
門氏黏盲鳗，为盲鳗科黏盲鳗属的鱼类。分布於西大西洋區的加勒比海海域，屬底棲魚類，棲息深度在水深720至1100公尺，魚體鰓孔6個，黏液孔77至82個，體長可達45公分，棲息在泥底質海域。